# Nothofagus dombeyi
Espèce
Classification phylogénétique
Statut de conservation UICN

 LC  : Préoccupation mineure
Nothofagus dombeyi, le coigüe, coihue ou roble, est un arbre à feuilles pérennes qui croît au centre et au sud du Chili, depuis le niveau de la mer jusqu'aux Andes, et au sud-ouest de l'Argentine, aux environs de la cordillère des Andes, au sud du parallèle 38º S, entre 700 et 1.200 m d'altitude. Il forme des forêts denses, comme celle trouvées dans les parcs nationaux de Los Alerces et Nahuel Huapi. Il couvre les pentes des basses collines, ayant des besoins en eau et sols et les spécimens les plus solides ont tendance à pousser sur les rives des lacs et rivières. Il forme parfois des sortes de forêts mixtes avec Araucaria araucana, par exemple dans le parc national Villarrica au Chili. C'est une espèce à croissance rapide et bien distribuée qui vit dans diverses conditions climatiques.
Il appartient à la famille des Fagaceae, ou des Nothofagaceae selon la classification phylogénétique.

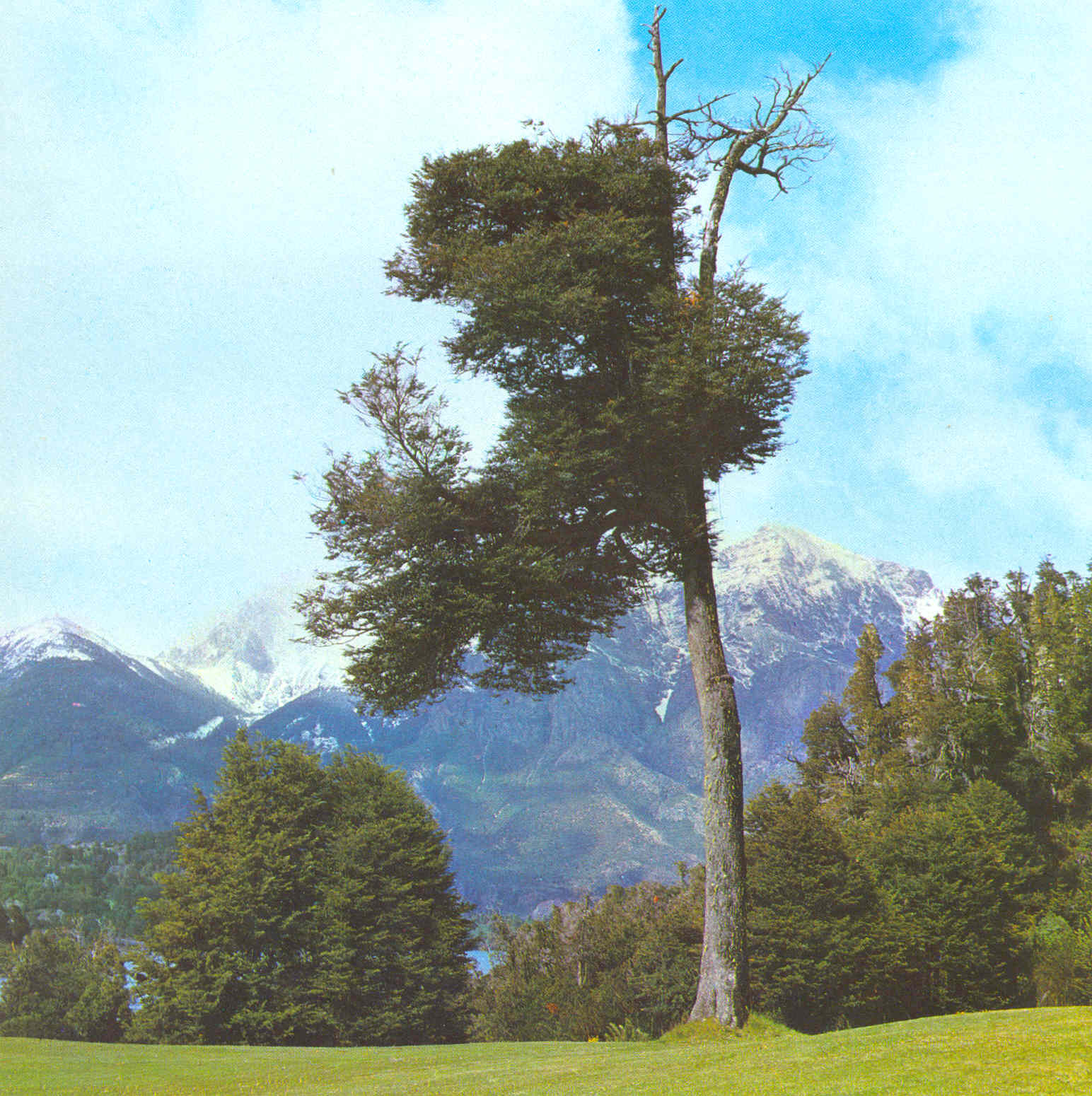
Arbre adulte

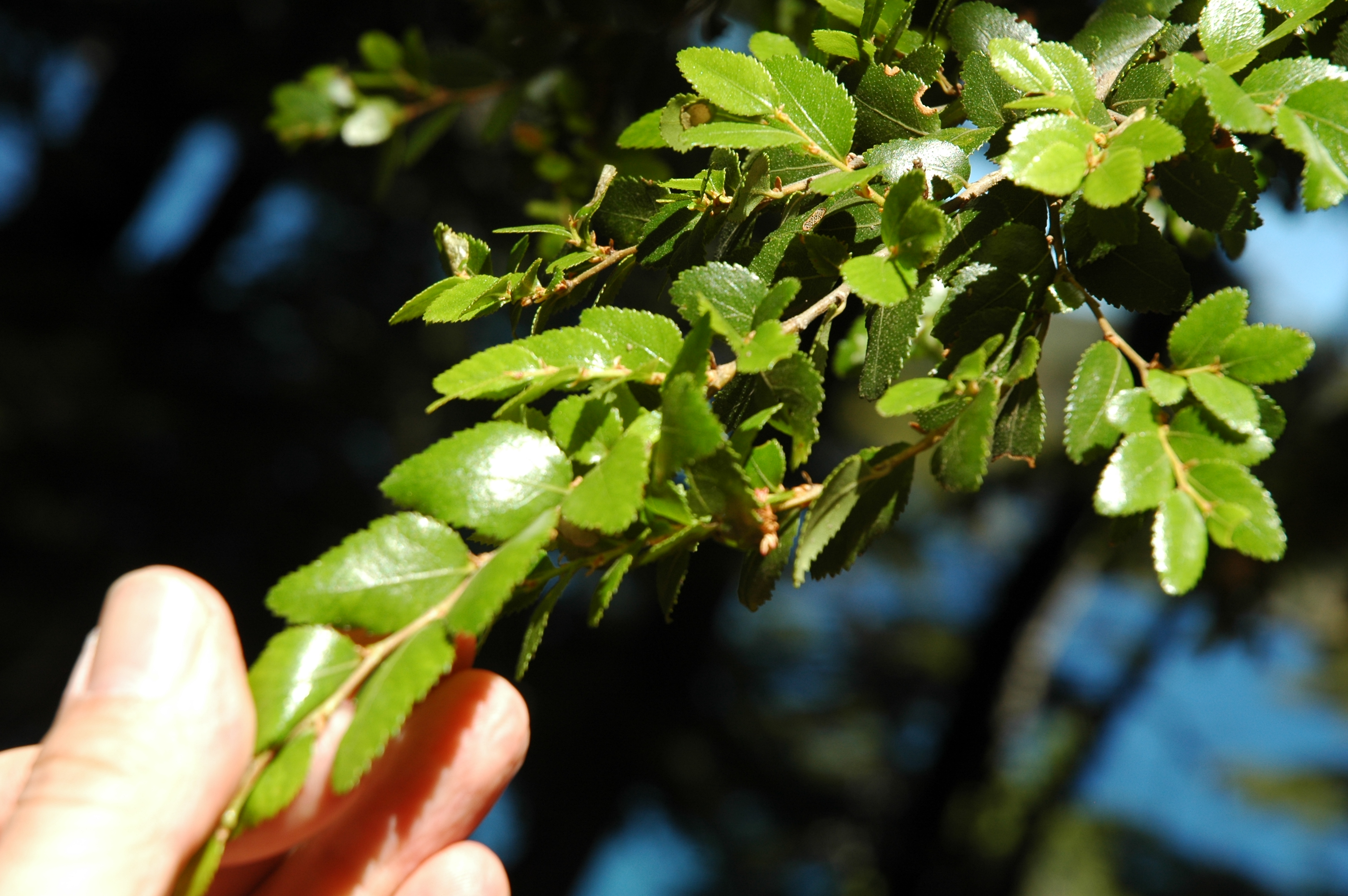
Feuilles